# Robyn Hitchcock

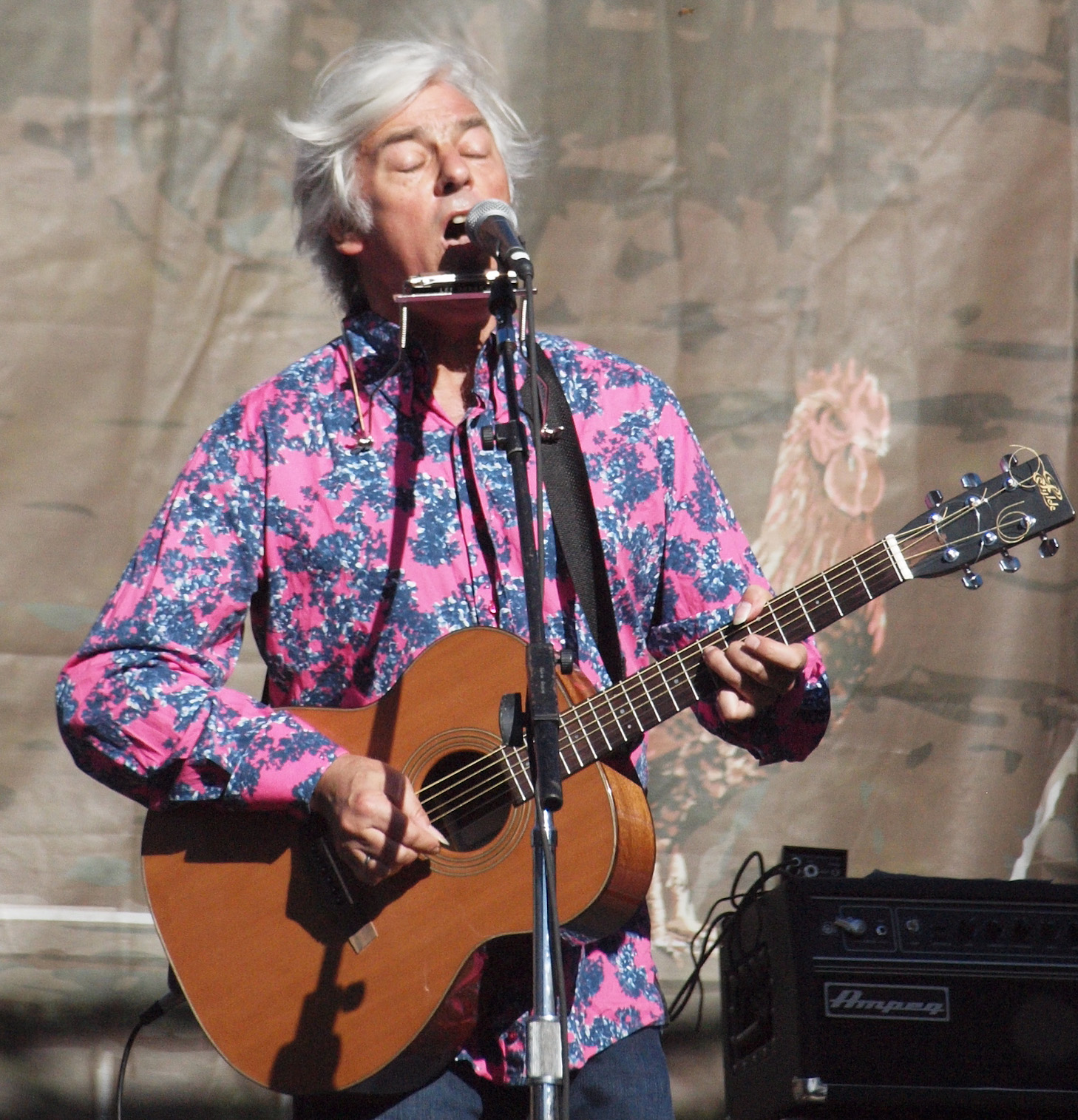
Hitchcock in 2012

Robyn Raymond Hitchcock (Londen, 3 maart 1953) is een singer-songwriter gitarist uit Londen, Engeland. Hij werd bekend als frontman van the Soft Boys en om zijn solowerk. Hitchcock speelde tevens een kleine rol in de film The Manchurian Candidate uit 2004 en Rachel Getting Married uit 2008 waarbij hij de titelsong verzorgde.
In 2006 bracht Hitchcock samen met onder anderen Peter Buck van R.E.M. het album Olé Tarantula uit. De bijbehorende clubtournee deed ook twee keer Nederland aan, namelijk Paradiso in Amsterdam en Tivoli de Helling in Utrecht.

## Discografie
- Black Snake Diamond Role, 1981
- Groovy Decay, 1982
- I Often Dream of Trains, 1984
- Fegmania!, 1985
- Gotta Let This Hen Out!, 1985
- Groovy Decoy, 1985
- Element of Light, 1986
- Invisible Hitchcock, 1986
- Globe of Frogs, 1988
- Queen Elvis, 1989
- Eye, 1990
- Perspex Island, 1991
- Respect, 1993
- The Kershaw Sessions (Robyn Hitchcock), 1994
- You & Oblivion, 1995
- Gravy Deco, 1995
- Robyn Hitchcock (Album), 1995
- Moss Elixir, 1996
- Mossy Liquor, 1996
- Greatest Hits, 1996
- Uncorrected Personality Traits, 1997
- Live at the Cambridge Folk Festival, 1998
- Storefront Hitchcock, 1998
- Storefront Hitchcock L.P., 1998
- Jewels for Sophia, 1999
- A Star for Bram, 2000
- Robyn Sings, 2002
- Luxor, 2003
- Spooked, 2004
- Obliteration Pie, 2005
- This is the BBC, 2006
- Olé! Tarantula, 2006
- Goodnight Oslo, 2009
- Propellor Time, 2010
- Tromsø, Kaptein, 2011

- Bibsys: 7035200
- Bibliothèque nationale de France: cb13998092d (data)
- Gemeinsame Normdatei: 134407156
- International Standard Name Identifier: 0000 0000 5515 4083
- Library of Congress Control Number: n91079313
- MusicBrainz: 0584e561-1442-46c9-9593-923c34571eb7
- Nationale Bibliotheek van Israël: 987007343029205171
- Système universitaire de documentation: 160674026
- Virtual International Authority File: 2667016
- WorldCat: E39PBJv4gMhmWdmPFRJXJFGfv3